# Mihai Mălaimare

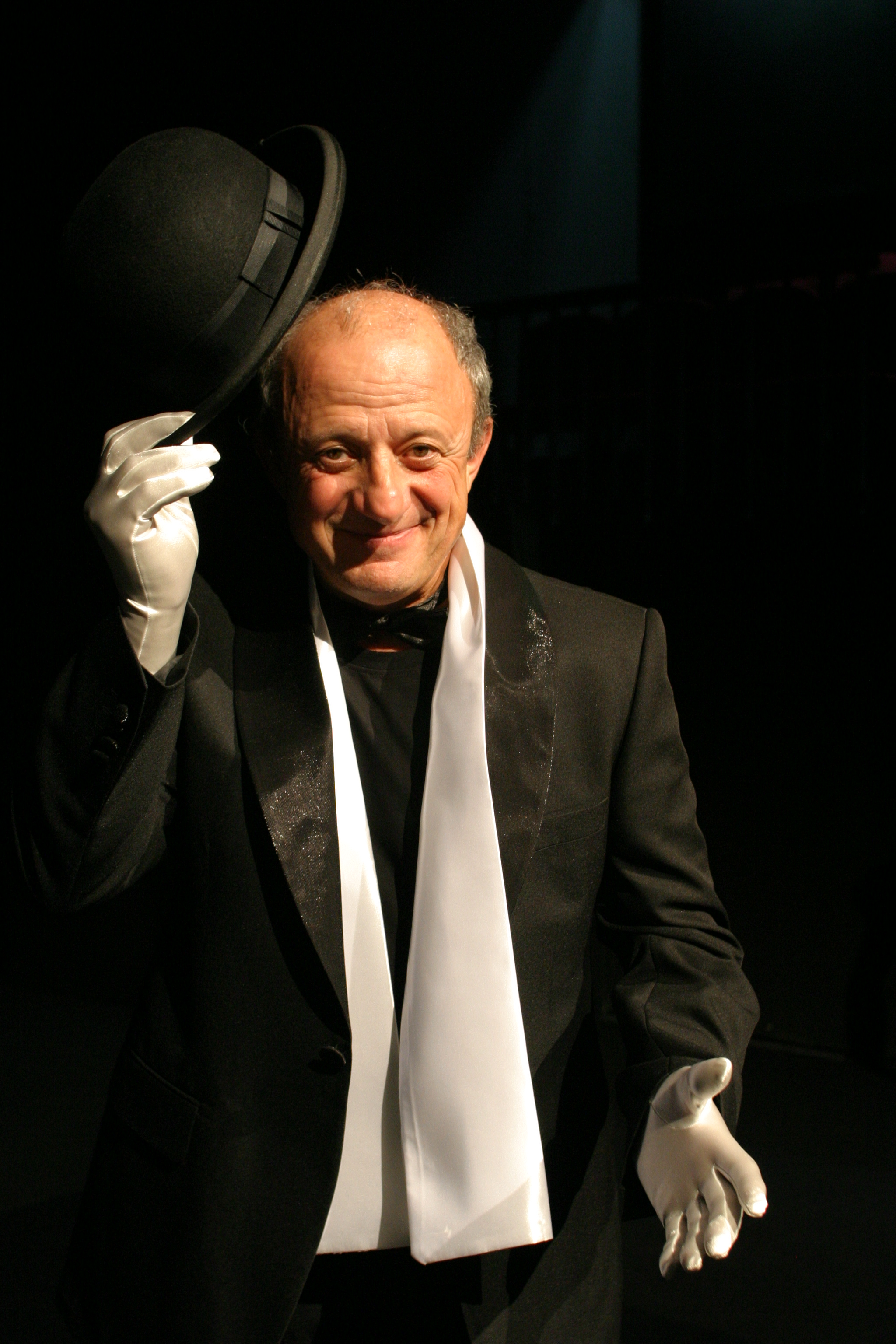
Mihai Mălaimare (2007)

Mihai Adrian Mălaimare (* 27. August 1950 in Botoșani, Rumänien) ist ein rumänischer Schauspieler und Politiker.

## Leben
Mihai Adrian Mălaimare absolvierte unterschiedliche Ausbildungen zum Schauspieler. 1973 schloss er sein Schauspielstudium an der renommierten Nationaluniversität der Theater- und Filmkunst „Ion Luca Caragiale“ ab. Anschließend studierte er in Paris und ließ sich als Clown ausbilden. Neben seinem Theaterengagement von 1973 bis 1980 am Bukarester Nationaltheater war Mălaimare auch beim rumänischen Film aktiv. So spielte er unter anderem in Explosion, Philip, der Gute und Wer ist der Milliardär? mit. Ab 1984 unterrichtete er auch vereinzelt Schauspiel an der Nationaluniversität, der Universitatea Ecologică und der Gallaudet University in Washington, D.C.
Parallel zu seiner Schauspielerei war Mălaimare auch politisch aktiv. So war er von 1972 bis 1989 Mitglied der Rumänischen Kommunistischen Partei. Von 1995 bis 2002 war er Mitglied der sozialdemokratischen Partidul Social Democrat. Anschließend war er bis 2008 in der liberalen Partidul Național Liberal aktiv. Von 2000 bis 2008 wurde er zweimal ins rumänische Parlament gewählt, wobei er in seiner ersten Legislaturperiode im Kulturausschuss tätig war.
Mălaimare ist mit der Theaterregisseurin Anca Dana Florea verheiratet. Das Paar hat vier gemeinsame Kinder, wovon das älteste der Kameramann Mihai Mălaimare Junior ist.

## Filmografie (Auswahl)
- 1973: Explosion (Explozia)
- 1977: Philip, der Gute (Filip cel Bun)
- 1979: Wer ist der Milliardär? (Nea Mărin miliardar)
- 1986: Alles bezahlt man (Totul se plăteşte)
- 1987: Die drei Mäuse-Musketiere (Uimitoarele aventuri ale muschetarilor)